# سوبر فاميلي (مسلسل)
سوبر فاميلي هو مسلسل اجتماعي كوميدي سوري يتحدث عن مجموعة من العائلات السورية التي تربط بينها علاقات قرابة، ويتناول المسلسل في كل حلقتين موقف أو قضية تتعلق بعائلة معينة.

## قصة المسلسل
وتدور أحداث مسلسل سوبر فاميلي في قالب من الكوميديا والدراما الاجتماعية حول حياة ثلاثة عائلات مختلفة تجمع بين أفرادها علاقات اجتماعية وانسانية وقرابات مختلفة، ومن خلال العلاقات الإنسانية والاجتماعية التي تحدث بين أفراد العائلات الثلاثة يتعرض الجميع لعدة مواقف بعضها كوميدي وبعضها درامي وتراجيدي، والعائلة الأولى في مسلسل سوبر فاميلي هي عائلة رشيد وهو رب الأسرة الأولى وهو محامي نزيه ورجل مستقيم ومحترم وشديد الانضباط والالتزام، بينما الشخصيتين الأساسيتين الأخرتين هما فخري ووديع وهما رجلي العائلتين الثانيتين اللذان لا تختلفان كثيراً عن حال أسرة الأستاذ رشيد ومن خلال أحداث مسلسل سوبر فاميلي تحدث الكثير من المواقف المختلفة في قالب من الكوميديا الاجتماعية والدراما الإنسانية، وهناك أيضاً عددٌ من النماذج الإنسانية المختلفة والتي يطرحها مسلسل سوبر فاميلي من خلال عدة أمثلة وشخصيات مختلفة فمنها الشخصيات الانتهازية ومنها الشخصيات السوية والشخصيات المتصابية والمتخاذلة وغيرها الكثير من الشخصيات التي تعاني من عيوب اجتماعية وأمراض انسانية يلفت إليها مسلسل سوبر فاميلي النظر بشيء من النقد في محاولة جيدة لتفادي هذه العيوب.

## الممثلون
- صباح عبيد
- زهير رمضان (رشيد)
- سلمى المصري (سلمى)
- غادة بشور (شهيرة)
- ميريانا معلولي(ريم)
- أندريه سكاف
- جرجس جبارة (فخري افندي)
- محمد قنوع
- ميرنا شلفون
- محمد خير الجراح
- تولاي هارون (هناء)
- تولين البكري
- رامز الأسود
- رنا شميس
- محمد الأحمد
- باسل حيدر
- يزن السيد
- عاطف حوشان
- علا باشا
- علي الإبراهيم
- مرام علي